# Ludwig Siebert (piloto de bobsleigh)
Ludwig Siebert (Ohlstadt, 25 de septiembre de 1939) es un deportista alemán que compitió para la RFA en bobsleigh. Ganó una medalla de oro en el Campeonato Mundial de Bobsleigh de 1962, en la prueba cuádruple.

## Palmarés internacional
| Campeonato Mundial | Campeonato Mundial           | Campeonato Mundial | Campeonato Mundial |
| Año                | Lugar                        | Medalla            | Prueba             |
| ------------------ | ---------------------------- | ------------------ | ------------------ |
| 1962               | Garmisch-Partenkirchen (RFA) | Medalla de oro     | Cuádruple          |